# 黒田カントリークラブ
黒田カントリークラブ（くろだカントリークラブ、1970年2月27日 - ）は、フリーの日本のお笑いタレント。本名、黒田 大三（くろだ たいぞう）。熊本県出身。かつてはサンミュージックプロダクションに所属していた。

## 概要
1990年より、丹波哲郎が設立した俳優養成所「丹波道場」にて約2年演技等を学ぶ。その後、あき竹城の付き人を経て1996年に男女コンビ「180° （ワン・エイティー）」を結成。
コンビ解散後はピン芸人「黒田大創」として活動し、2005年に「TAIZO」に改名。
2008年の冬に結婚するも、2011年末に離婚。2013年夏、ゴルフが好きで詳しいことから芸名を「黒田カントリークラブ」（略称は黒カン）に改名。
現在は主に、ゴルフコンペティションやイベントのMCとして活動中。

## 芸風
主な持ちネタとしては「ハンドドライヤーの音」「掃除機でレジ袋を吸い込んだ音」「となりのトトロのネコバスの扉が開く音」等といった音真似がある。
2008年にそれまでやっていたネタ「よかばってん！」から、鳥居みゆきに「今日からこのネタでやって下さい。」と言われ伝授された「なんでなんでなーん」と言うあるあるネタに変更している。

## 出演

### テレビ
- ゴー!ゴー!!5チャンネル（シティテレビ中野・チャンネル5） - MC
- ビバビバパラダイス（東北地方各局）
- 大爆笑!!サンミュージックGETライブ（スカイパーフェクTV!/日テレプラス&サイエンス）
- 爆笑オンエアバトル（NHK総合） 戦績0勝2敗 最高193KB
- 鳥居みゆきの社交辞令でハイタッチ（GyaOジョッキー） - 第12回ゲスト
- 由依が独奏（GyaOジョッキー）
- 土曜ワイド劇場「タクシードライバーの推理日誌17・追跡する女乗客の秘密」（2003年7月、テレビ朝日）
- タイムスクープハンター「爆笑！ものまね大作戦」（NHK総合、2013年6月29日） - 太蔵 役

### ラジオ
- 赤坂お笑いD・O・J・O（TBSラジオ）
- GO!モバRadio!!（エフエム長崎） - レギュラーパーソナリティ
- Route 847（FMヨコハマ） - 「Music & Turf」コーナーパーソナリティー

### アニメ
- 伝染るんです。 - 下の人役

### CM
- エリートグリップ - elite glips（2016年）